# Rossøya
Rossøya, terme norvégien signifiant littéralement « île de Ross », est une île de Norvège située dans l'océan Arctique. Elle constitue l'île la plus au nord du petit archipel des Sjuøyane dans l'archipel du Svalbard et de ce fait, elle est la terre la plus septentrionale de la Norvège avec 80° 49′ 30″ N.
L'île se trouve à 350 kilomètres au nord de Longyearbyen, à 50 kilomètres au nord de la côte septentrionale de Nordaustlandet et à 1 024 kilomètres du pôle Nord. Son nom provient de l'explorateur britannique James Clark Ross qui fit partie d'une expédition polaire en 1827 sur le HMS Hecla, sous la direction de William Edward Parry.

## Référence
- (sv) Cet article est partiellement ou en totalité issu de l’article de Wikipédia en suédois intitulé « Rossøya » (voir la liste des auteurs).